# Kay Weniger
Kay Weniger (nacido en 1956, en Berlín) es un escritor austríaco. Su trabajo más notable y destacado es la publicación de una enciclopedia, de ocho volúmenes, sobre personas del cine internacionalmente conocidas.

## Biografía
Weniger es el hijo de la actriz alemana de teatro y cine Sigrid Roth y el actor de teatro austríaco Hans Weniger. Emigraron de Berlín hacia Hamburgo cuando él tenía un año. Weniger estudió historia del arte, historia y arqueología en la Universidad de Hamburgo. Finalmente, obtuvo su doctorado.

## Obras[3]
- 'Es wird im Leben dir mehr genommen als gegeben ...' Lexikon der aus Deutschland und Österreich emigrierten Filmschaffenden 1933 bis 1945: Eine Gesamtübersicht. ACABUS Verlag, Hamburgo 2011, ISBN 978-3-86282-049-8.
- Das große Personenlexikon des Films. Die Schauspieler, Regisseure, Kameraleute, Produzenten, Komponisten, Drehbuchautoren, Filmarchitekten, Ausstatter, Kostümbildner, Cutter, Tontechniker, Maskenbildner und Special Effects Designer des 20. Jahrhunderts. 8 Bände. Schwarzkopf und Schwarzkopf, Berlín 2001, ISBN 3-89602-340-3.
- Zwischen Bühne und Baracke. Lexikon der verfolgten Theater-, Film- und Musikkünstler 1933 bis 1945. Mit einem Geleitwort von Paul Spiegel. Metropol, Berlín 2008, ISBN 978-3-938690-10-9.